# Christoph Reusner den äldre
Christoph Reusner var en tysk-svensk bokbindare och boktryckare.
Christoph Reusner var från Rostock, var verksam i Stockholm 1608–1635 och därefter i Reval. I Rostock tryckte han arbeten åt Petrus Johannis Gothus och Herman Sulcke. Han inkallades 1608 till Stockholm och erhöll där privilegium att inneha boklåda samt 1614 namn av kunglig boktryckare. Han hade fri bostad i ett hus vid Själagårdsgatan, där även det kungliga tryckeriet inrymdes. Bland de främsta arbetena från Reusners officin märks Erik Jöransson Tegels Then stoomechtige, höghborne furstes och christelighe Herres, Her Gustaffs... historia (1-2, 1622), ett av de största verk som dittills tryckts i Sverige. Reusner syns ha varit hetsig och ofta hamnat i konflikt med andra boktryckare. 1635 flyttade han till Reval, orsakerna verkar ha varit för stor konkurrens i Stockholm men också konflikter med övriga bokbindare i Stockholm.